# تشارلز ميريت
تشارلز ميريت هو ضابط ومحامي وسياسي كندي، ولد في 10 نوفمبر 1908 في فانكوفر في كندا، وتوفي بنفس المكان في 12 يوليو 2000. حزبياً، نشط في الحزب الكندي التقدمي المحافظ. وقد انتخب عضو مجلس العموم الكندي عن دائرة فانكوفر—بورارد ‏ (1945 – 1949).